# Teatre de Mercè Rodoreda

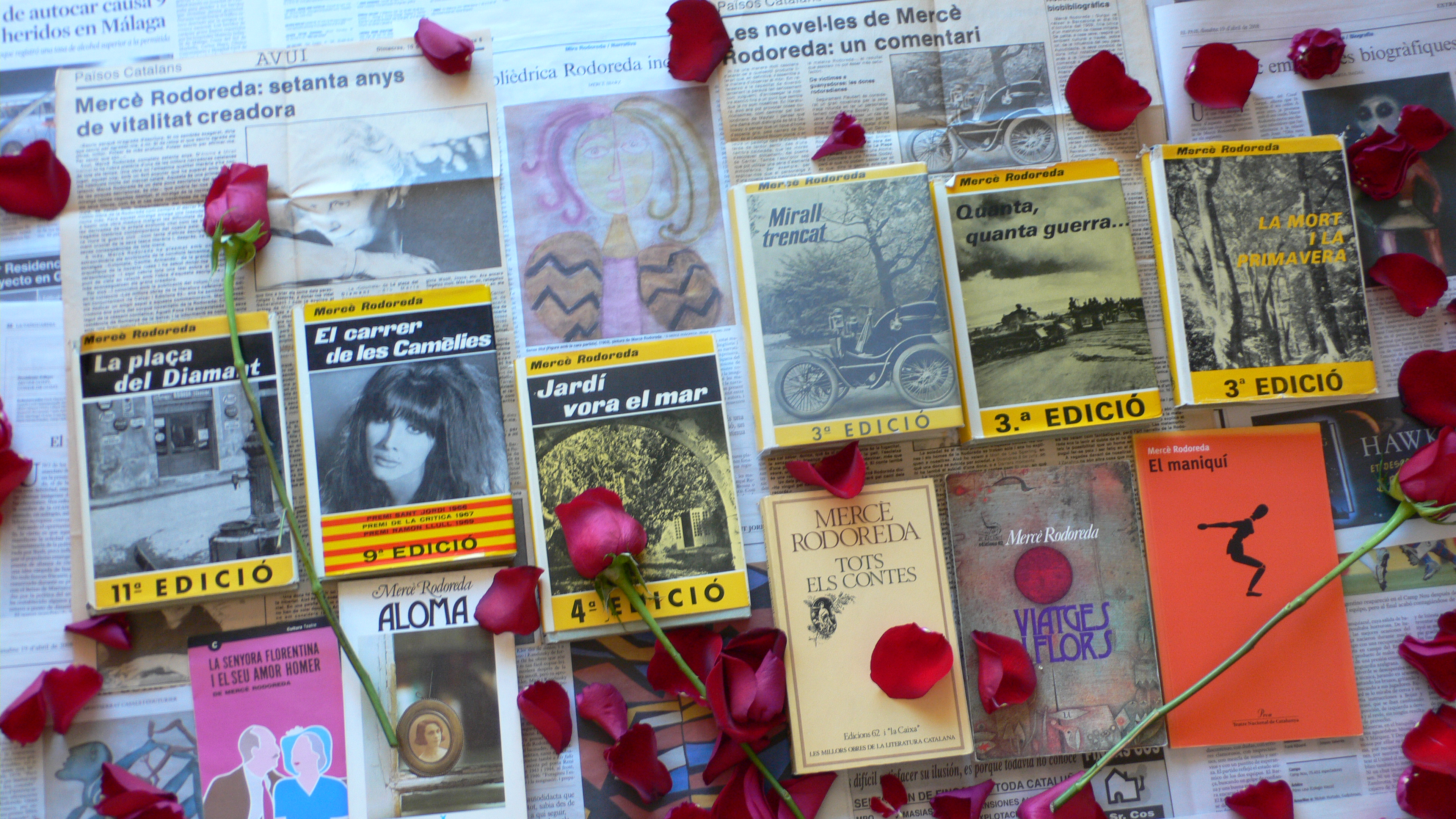
Diverses obres literàries de Mercè Rodoreda, entre elles, La senyora Florentina i el seu amor Homer i El maniquí

El teatre de Mercè Rodoreda (Barcelona, 10 d'octubre de 1908 - Girona, 13 d'abril de 1983) és una part de la creació literària de l'autora dins de la qual s'hi troben en total cinc obres. A més, a l'Institut d'Estudis Catalans es preserven dos manuscrits inacabats de peces teatrals. D'altra banda, altres autors van crear nombroses versions dramatitzades dels seus contes i novel·les.
L'obra teatral de Mercè Rodoreda és menys coneguda que les seves novel·les i contes. Durant la vida de l'autora només es va publicar una de les seves peces teatrals: El parc de les magnòlies que va aparèixer per la primera vegada l'any 1976 a la revista Els Marges i, després l'any 1979 en el recull de contes de l'autora Semblava de seda i altres contes. També només una obra es va estrenar: L'hostal de les tres Camèlies al Festival Internacional de Teatre de Sitges en 1979, escenificat per la companyia Bruixes de Dol, sota la direcció d'Araceli Bruch. Durant la vida de l'escriptora es va escenificar també El parc de les magnòlies però sota el títol "Primavera" i com la primera part de l'espectacle D'altres éssers i quatre flors de l'any 1981, on les tres següents parts van ser basades en contes o novel·les de Rodoreda.
Totes les obres teatrals inèdites acabades de Rodoreda s'han publicat pòstumament a Torrent de les flors l'any 1993, en vinculació amb la commemoració del desenari de mort de l'escriptora.

## Els principis teatrals de Rodoreda
El primer contacte amb el teatre era para Rodoreda la seva actuació de quan tenia 5 anys. La nena va interpretar un paper en l'obra El misteriós Jimmy Samson de Paul Armstrong al Teatre Torrent de les Flors.
A més d'aquesta actuació, la família de Rodoreda en general tenia un important interès pel teatre. Durant la infància Rodoreda freqüentava sovint els teatres. El seu pare, Andreu Rodoreda, escrivia teatre i llegia en veu alta a la família. L'avi de Rodoreda, un personatge important per a ella en els principis de la seva vida, també compartia l'afició pel teatre. Ho demostren algunes fotografies de l'avi en poses teatrals o vestit del protagonista de L'avar de Molière.
Rodoreda va seguir amb el costum d'anar al teatre al llarg de la seva vida, tant a Catalunya, com durant el seu posterior exili a França.
L'any 1935 hi ha notícia de les seves primeres temptatives dins del gènere dramàtic com a autora: Rodoreda envia una obra, Sense dir adéu, al concurs Ignasi Iglésies però sense èxit. És una obra perduda i no se sap més sobre les seves característiques.

## Característiques generals de l'obra teatral de Rodoreda

### Temàtica, motius i estil
Els elements que dominen en l'obra teatral de Rodoreda són la paraula, el llenguatge, el diàleg. És la qualitat d'aquests que dota l'obra de Rodoreda d'un gran valor. Encara que la temàtica dels textos no és en si nova, l'òptica femenina i la manera d'enfocar els problemes descrits, sí que aporta alguns matisos innovadors.
Hi ha certs motius i temes recurrents que es pot observar en totes les peces de teatre de Rodoreda. Trobem sovint qüestions de les complicades relacions familiars, l'argument se centra sobretot en els personatges femenins, mentre que els masculins solen ser caràcters negatius. Un gran tema és l'amor: l'amor ingenu de la joventut, la desil·lusió amb ell en la maduresa, la infelicitat del matrimoni, els triangles amorosos. Apareix sovint el motiu de les dones que passen la seva vida contínuament esperant alguna cosa però amb una actitud passiva, com, per exemple, en El maniquí o La senyora Florentina i el seu amor Homer. La solitud sembla l'única sortida dels personatges femenins per arribar a un cert equilibri i felicitat. Un tema recurrent és també la impossibilitat d'una comunicació real entre els éssers humans. Un altre element tràgic de l'existència és el pas del temps, moltes vegades subratllat en l'obra rodorediana, també a través de l'envelliment del cos. Sovint l'autora retrata la infància però sense que sigui un període d'innocència, al contrari, està marcat per una crueltat –s'ho veu molt bé en la peça Un dia–.
En general Rodoreda desenvolupa una visió tràgica de l'existència humana a partir de situacions quotidianes de les més comunes i personatges corrents. La seva visió pessimista del món té vincles amb els textos dels existencialistes i amb la idea Shakespeariana que el món és teatre.
En les peces teatrals de Rodoreda es repeteixen també certs objectes. En primer lloc, una presència important tenen les flors, que apareixen sovint a l'escenari, que donen noms a nombroses protagonistes i que s'han convertit en un motiu que uneix totes les obres de teatre, per la qual cosa les flors apareixen també en diversos títols. En la seva correspondència Rodoreda i l'editor Joan Sales parlaven del planejat recull de teatre just com un ram de flors –per això els textos es volien recollir sota el títol El torrent de les flors–. A més, sovint apareixen elements com cases amb jardins, el foc, eines de cuina, pianos o ganivets. També un motiu recurrent en l'obra de Rodoreda són les nines, que en El maniquí prenen un especial protagonisme.
Moltes vegades s'assenyala els motius autobiogràfics en l'obra de Rodoreda, per exemple, es relaciona la seva visió de la dona com a víctima passiva en les relacions amoroses amb la seva pròpies experiències de vida en parella. D'altra banda, es vincula la seva afició per les flors amb la seva infància quan vivia en una casa amb jardí ple de flors.

### Relació amb la prosa de l'autora
El teatre de Rodoreda està profundament lligat amb la seva prosa: hi ha diverses analogies en l'estil, els temes i els personatges.
En les obres dramàtiques moltes vegades es descriuen situacions semblants que en les seves novel·les i contes, però des d'un diferent punt de vista. Diversos dels temes i motius descrits com a característics de l'obra teatral de Rodoreda ho són per a tota la seva creació literària.
Quant a l'estil i l'estructura dels textos, cal destacar que l'afinitat de la prosa i els textos teatrals de Rodoreda radica en que molts dels relats de l'autora tenen una estructura dramàtica. Per això també es van crear tantes escenificacions a base de la prosa rodorediana. L'escriptora, tant en les seves peces teatrals com en contes i novel·les construeix els personatges a través de tècniques behavioristes.

### L'escena rodorediana
En general, la posada en escena de les obres de Rodoreda s'ha considerat pels investigadors com a convencional. En les seves obres l'escriptora sempre respecta la construcció de la caixa italiana i la quarta paret, no hi ha intents de transgressió d'aquesta estructura. Rodoreda no s'allunya del realisme que en aquest moment és la forma dominant en el teatre. Dominen els espais quotidians interiors. El vestuari és realista, s'adequa a la posició social i la professió dels personatges i a les condicions en les quals es troben. També en la il·luminació Rodoreda segueix les convencions dominants des de la preguerra. En la majoria de les obres hi ha un decorat únic per a tota la representació, encara que en el cas de El maniquí hi ha una escenografia successiva, i en el cas d'Un dia, una escenografia múltiple.
Quant al temps, predominen les històries que transcorren durant no més que un dia, excepte La senyora Florentina i el seu amor Homer que abasta uns tres o quatre mesos.
Aquest realisme de l'escena de les obres de Rodoreda és analògic a les característiques de l'escriptura dramàtica de l'autora, que segueix les convencions realistes en diversos aspectes, com pot ser l'ús de les didascàlies.

### Relació amb diferents corrents
Rodoreda, encara que sovint anava al teatre, tenia poc interès per als nous corrents teatrals. La seva obra és més aviat convencional, realista i costumista. No obstant això, hi ha certes relacions amb els corrents teatrals nous que es podria destacar.
En una ocasió l'editor Joan Sales va escriure a Rodoreda en relació amb les peces El parc de les magnòlies i L'hostal de les tres Camèlies s'apropaven al teatre de l'absurd, una denominació que a Rodoreda no li va agradar gens. Encara que la categoria del teatre de l'absurd efectivament sembla poc adequada en el cas de les dues obres a quines es referia Sales, es podria veure que en una altra peça de l'autora, El maniquí, hi ha un cert experimentalisme, proper al teatre de l'absurd, sent aquesta la peça menys clàssica de totes les de Rodoreda. Es van subratllar els seus vincles amb obres de Joan Brossa i Samuel Beckett, però sobretot amb Eugen Ionescu, ja que porta un gran semblant a la seva peça Escena per a quatre personatges. A més, és aquesta obra es va senyalar la influència de Luigi Pirandello.
Un dia és altra obra fins a un cert punt innovadora per la seva inspiració al cinema, visible sobretot en els flashbacks. A més, es pot observar en aquesta un predominant estil impressionista.
S'han assenyalat també algunes influències en els personatges de Rodoreda de Pierre Loti i Honoré de Balzac.

## Obres
Les obres teatrals de Rodoreda en la seva majoria no s'han publicat durant la seva vida. L'única excepció és El parc de les magnòlies que va aparèixer l'any 1976 en la revista Els Marges i, després, l'any 1979 en el recull de contes de l'autora Semblava de seda i altres contes. Des de 1973 Rodoreda manté una correspondència amb Joan Sales sobre la possible publicació de les obres teatrals. Fins i tot van triar un títol per a aquesta recopilació: El torrent de les flors. Aquest nom es refereix directament a l'experiència teatral de Rodoreda, ja que és com es deia el teatre on va actuar com a nena en l'obra El misteriós Jimmy Samson. A més, les obres ajuntades en el tom de teatre anaven a tenir vincles amb els flors a través dels seus títols i noms dels personatges, així unint-se en aquest motiu transversal.
El recull El torrent de les flors apareix l'any 1993. La seva publicació està vinculada amb la commemoració del desenari de la mort de l'escriptora. Allí es recullen les quatre obres inèdites acabades de Rodoreda: Un dia, L'hostal de les tres Camèlies, El maniquí i La senyora Florentina i el seu amor Homer. Les obres es van editar precedides pel pròleg de Montserrat Casals i Couturier.

### Un dia
L'obra Un dia va ser editada a Barcelona, l'any 1993, dins del recull El torrent de les flors. Existeixen dues versions d'aquesta obra: la primera, amb la data de 1959 correspon a l'any de l'escriptura; la que es va publicar inclou correccions posteriors de l'autora sense datació. Es va estrenar al Teatre Grec de Barcelona, el 27 de juliol de 1993, dirigida per Calixto Bieito. És un drama en tres actes.
És una obra molt vinculada amb la novel·la Mirall trencat, encara que es pot observar certs canvis, per exemple, en els noms dels personatges. Sembla que partint del mecanoscrit del 1959 de la peça teatral, Rodoreda va començar a escriure una novel·la que anava a cridar-se "La casa abandonada" i finalment es va publicar sota el títol Mirall trencat (encara que en la novel·la va tenir influència també el material per altra novel·la, mai acabada, “Una mica d'història”
Tant el drama, com la novel·la, es consideren molt característics per a la creació de l'autora, ja que contenen elements autobiogràfics, parlen de tragèdies familiars – l'element central de les quals és l'incest–, o de la crueltat dels nens. El llenguatge de l'obra dramàtica és més col·loquial i certs aspectes que en la novel·la estan implícits, es diuen de forma explícita. Se sol considerar la novel·la com més madura i més treballada que l'obra teatral.
Alguns consideren Un dia com la més complexa de les seves obres, ja que conté escenes de passat i present intercalades, barrejant també personatges reals i espectrals, així donant a entendre com el passat segueix present i marca els llocs per sempre. És una obra amb un cert aire cinematogràfic, visible sobretot en la presència dels flashbacks.

### L'hostal de les tres Camèlies
La peça L'hostal de les tres Camèlies va ser editada a Barcelona, 1993, dins del recull El torrent de les flors. Per primera vegada va ser lliurada a l'editor l'any 1973. Existeixen tres versions, en les dues primeres es titula "La nit, ells dues i Camèlia". Es va publicar i estrenar la tercera versió, que inclou certes correccions de l'autora. Es va estrenar al Festival Internacional de Teatre de Sitges de l'any 1979 per la companyia Bruixes de Dol, en la posada d'escena d'Araceli Bruch -és l'única obra dramàtica representada durant la vida de l'autora-. És un drama en dos actes.
És una obra poc comuna dins de la creació de Rodoreda, ja que recull alguns motius arcaïtzants, transcorrent en un mitjà rural i fent ressò de certes obres del teatre tradicional català, com poden ser els textos d'Àngel Guimerà. L'obra té també uns vincles amb L'Hostal de la Glòria de Josep M. de Sagarra, visibles ja en títol, però també en l'estructura de l'obra i en el triangle amorós, i en que el protagonista masculí té el mateix nom, Andreu. Però la manera de dibuixar els personatges és més aviat una discussió amb la visió de Sagarra i un rebuig de la seva idea de la felicitat matrimonial. D'una altra banda, els personatges secundaris, grotescs, remeten a la picardia i a Valle-Inclán. Alhora, l'obra discuteix les relacions de poder, de la dominació masculina sobre les dones. Les dues protagonistes de la peça es poden veure en relació amb dos tipus femenins, Magdalena encarnaria la donna angelicata, mentre que Camèlia seria la dona-dimoni.
És una obra poc innovadora en la seva estructura. Però el tractament del tema en si ja és molt propi de Rodoreda e inclou motius característics de la seva obra com el desengany amorós, el sofriment silenciós de les dones, dolgudes i observant el dolor d'unes altres.

### El parc de les magnòlies
L'obra El parc de les magnòlies va ser editada l'any 1976, en la revista literària Els Marges. Va ser lliurada a l'editor Joan Sales l'any 1973. És una peça en un acte. Durant la vida de l'escriptora no es va estrenar com l'obra independent però sí que es va escenificar dintre de l'espectacle D'altres éssers i quatre flors de l'any 1981, on les tres següents parts van ser basades en contes o novel·les de Rodoreda.
És una obra molt breu que a través de la seva estructura senzilla permet presentar diverses formes d'amor, com, per exemple, la fascinació amorosa ingènua, el desengany o la figura d'un home que es dedica a lligar amb les dones. L'obra combina un to lleuger, amb un llenguatge alhora poètic i quotidià. La senzillesa del diàleg està acompanyada per un escenari també molt simple, en el qual l'element principal constitueixen les magnòlies -un altre dels recurrents motius florals en l'obra de Rodoreda-. En aquest cas, les magnòlies, amb la seva aroma efímera simbolitzen la rapidesa del desencantament amorós.

### El maniquí
El maniquí es va editar a Barcelona, l'any 1993, dintre del recull El torrent de les flors. La primera part de l'obra es va llegir públicament per la primera vegada l'any 1979 a la seu de la Societat General d'Autors de Barcelona, per la iniciativa d'Araceli Bruch. La segona part es va escriure posteriorment. Es va estrenar ja ambdues parts, al Teatre Nacional de Catalunya l'any 1999. És un drama poètic en dos actes.
Al principi, l'obra incloïa només el primer acte, el qual Rodoreda va enviar a Araceli Bruch. La directora va comentar la dificultat que per a la seva companyia –composta sobretot de dones– suposaria l'escenificació d'una obra que té només personatges masculins, la qual cosa probablement va motivar Rodoreda a escriure el segon acte.
Alguns trets apropen El maniquí al teatre de l'absurd, com els diàlegs il·lògics i moltes vegades inversemblants o múltiples jocs de paraules. Sobretot es podria veure semblances amb Escena per a quatre personatges de Eugen Ionescu. Es va mencionar també vincles amb textos de Joan Brossa, Samuel Beckett i Luigi Pirandello.
L'únic mecanoscrit que es conserva porta dos títols: El maniquí escrit en màquina i ratllat, i Maniquí 1, Maniquí 2 escrit a mà. Montserrat Casals en l'edició d'El torrent de les flors va utilitzar el segon títol, Maniquí 1, Maniquí 2. És també el títol que utilitzen Francesc Massip i Montserrat Palau a la seva monografia sobre el teatre de Rodoreda. No obstant això, moltes vegades s'ha utilitzat el títol El maniquí, tant en altres edicions de l'obra, com en les seves representacions, per exemple, en la seva estrena al Teatre Nacional de Catalunya l'any 1999.

### La senyora Florentina i el seu amor Homer
L'obra La senyora Florentina i el seu amor Homer es va editar a Barcelona, l'any 1993, dintre del recull El torrent de les flors. Existeixen dues versions d'aquesta obra. Sembla que va ser escrita en la seva primera versió sota el títol "La casa dels gladiols", i la versió publicada és la posterior, titulada La senyora Florentina i el seu amor Homer. En general, les diferències entre les dues obres són petites. L'única diferència important és que la primera versió va tenir dos començaments, un dels quals presenta moltes diferències amb el text finalment publicat; per tant, aquest començament es va publicar juntament amb la versió completa de la comèdia. Es va estrenar a Barcelona, el 21 d'octubre de 1993 al Teatre Romea sota la direcció de Mario Gas. És una comèdia dramàtica en tres actes.
L'estructura de l'obra s'aproxima a diverses comèdies sentimentals catalanes d'èxit escrites en els anys vint i trenta del segle xx, basada en l'organització bàsica de plantejament, nus i desenllaç, fonamentant-se sobretot en els diàlegs, gairebé sense acció. L'obra té vincles amb el conte de Rodoreda, "Zerafina", publicat en el recull La meva Cristina i altres contes. Aquest conte, al seu torn, porta una semblança a "The Lady's Maid" d'una autora admirada per Rodoreda, Katherine Mansfield.
En aquesta peça, es troben reflectits diversos temes recurrents en l'obra de Rodoreda. El desengany amorós o un amor vulgarment sensual sembla el que preval en les relacions de dones i homes. L'única felicitat a la qual semblen poder arribar les dones seria la tranquil·litat obtinguda a força d'unes relacions només entre elles, entre les dones soles. Per tant, la comèdia presenta el gaudi de la complicitat i solidaritat de les dones, però en general té un regust agredolç, ja que és alhora una visió pessimista de les relacions humanes, sobretot entre dones i homes.
En la relació d'una dona amb un home casat es vol veure una referència autobiogràfica de l'autora, precisament a la seva relació amb Armand Obiols que es desenvolupa després de l'exili de l'escriptora a França.

### Manuscrits inacabats
A l'Institut d'Estudis Catalans es troben manuscrits de dues obres teatrals inacabades.
Una porta el títol de “Maria Blanca”. És un fragment d'una comèdia, que tracta sobre l'amor d'una mare i una filla cap a un mateix home. Una altra vegada torna la problemàtica de les relacions familiars i de triangles amorosos. No se sap si Rodoreda només ha escrit el primer acte, que són les vint-i-quatre pàgines que queden, o si la resta s'ha perdut.
Altra obra apareix amb el títol “Les flors”. És una història d'una dona casada que manté relacions amb diversos amants; el seu marit, Rafel, és carter i llegeix tota la correspondència de la seva dona amb altres homes sense que aquesta se'n adoni. Queden catorze pàgines d'aquesta peça, o sigui, només el primer acte, del qual no es pot preveure com anava a desenvolupar-se l'obra.

### Adaptacions de contes i novel·les de Rodoreda per al teatre
S'han creat diverses adaptacions de contes o novel·les de Rodoreda per al teatre, així també permetent veure el gran potencial dramàtic present en tota l'obra de l'autora.
El primer espectacle d'aquest tipus va ser La sala de les nines, estrenat l'any 1979, al Teatre Romea de Barcelona, per la companyia Bruixes de Dol sota la direcció d'Araceli Bruch i segons la seva adaptació de contes de Rodoreda, amb cançons en directe de Marina Rossell i Maria del Mar Bonet, a partir de poemes de Maria Mercè Marçal.
Durant la vida de Rodoreda s'escenifica també D'altres éssers i quatre flors, dirigit per Lluís Baron, que és un espectacle de quatre parts: El parc de les magnòlies (presentat sota el títol "Primavera"), el conte "El bitllet de mil" ("Estiu"), el conte "Amor" ("Tardor") i un fragment de la novel·la Aloma ("Hivern"). L'estrena va tenir lloc el 3 de desembre de 1981 al Centre Social Catòlic de Terrassa.
Més tard, es va crear l'espectacle L'estació de les dàlies, estrenat l'any 1986 al teatre L'Atlàntida de Vic i posteriorment representat al febrer 1987 al Teatre Adrià Gual de l'Institut del Teatre de Barcelona. El text dramatitzat basat den contes de Rodoreda va ser creat per Joan Abellan i P. Sala, i l'espectacle va ser representat pel grup CAP d'Osona.
L'any 1992 Ramon Oller va crear una coreografia a base del conte "Aquí no hi ha cap àngel", representat per la companyia Metres sota la direcció de Joan Castells en l'Espai de Dansa.
En veu baixa, un espectacle basat en dos contes de Rodoreda, adaptat i dirigit per Ever Martin Blanchett, es va estrenar al novembre del 1993 al Teatre Tantarantana de Barcelona, en el marc del I Cicle d'Autors Catalans pel grup Versus Teatre de Granollers Al mateix teatre en 1994 Blanchett va estrenar un espectacle en llengua portuguesa, Paraules de dona, basat en textos de Rodoreda i Caterina Albert.
Un espectacle destacat és la primera adaptació teatral de la novel·la La plaça del Diamant, realitzada a l'octubre de 1997 pel Centre Dramatique Regional de Tours, adaptada per Michel Cournot i traduïda al francès per Bernard Lesfargues i Pere Verdaguer. L'espectacle, dirigit per Gilles Bouillon, va tenir un gran èxit quan es representava l'any 1998 al Théâtre National de Chaillot-salle Gémier de París, però va trigar quatre anys a arribar a Catalunya, on es va poder veure en el marc del Festival Temporada Alta en sessió única el 17 de novembre de 2001 al Teatre de Salt a Girona.
El 6 d'abril de 1999 es va estrenar al Cercle de Belles Arts a Madrid l'espectacle Mujeres, en castellà, dirigit per Mercedes Lezcano.
L'any 2008 es va publicar una versió dramatitzada de La mort i la primavera de Rodoreda, creada per Albert Roig.
Dintre de la celebració de l'any Rodoreda a 2008, es va adaptar per teatre tres novel·les de l'autora. Dues es van representar al Teatre Nacional de Catalunya. La primera, estrenada el 13 de novembre de 2007 va ser La plaça del diamant, en l'adaptació de Josep M. Benet i Jornet, dirigida per Toni Casares. Després, el 23 d'octubre de 2008 es va estrenar Aloma, segons la versió dramàtica de Lluís Arcarazo i sota la direcció de Joan Lluís Bozzo. La tercera de les obres que van commemorar l'any Rodoreda va ser Un dia. Mirall trencat, una fusió de l'obra teatral i la novel·la de l'autora. Aquesta adaptació va ser preparada i dirigida per Ricard Salvat i es va estrenar al Teatre Borràs el dia 11 de setembre de 2008.

## Les escenificacions i la recepció de l'obra teatral de Rodoreda

### Durant la vida de Rodoreda
Durant la vida de Rodoreda la seva obra teatral es coneixia poc, així que l'autora creava en un distanciament del públic i del món teatral viu. La primera escenificació basada en textos de Rodoreda va ser la versió dramatitzada dels seus contes. Les elaboracions dramàtiques de contes i novel·les de Rodoreda van seguir sent molt comunes al llarg dels anys. La primera d'aquestes adaptacions, La sala de les nines de Bruixes de Dol sota la dirección d'Araceli Bruch, es va representar tres vegades a Barcelona al juny 1979 al teatre Romea, després es va repetir en una gira per altres localitats. Mentre es representava a Girona, la companyia va convidar a Rodoreda a assistir a l'espectacle, però aquesta no va voler venir. En general es podria destacar en aquesta funció la força dramàtica dels personatges de Rodoreda i l'atmosfera que aconsegueix crear l'espectacle. La recepció de l'obra va ser en general bona.
Després d'aquesta escenificació, al juliol 1979, Araceli Bruch va visitar Rodoreda. L'escriptora va agafar molt afecte a la directora i tota la companyia i els ofereix L'hostal de les tres Camèlies –obra que Bruixes de Dol van decidir representar al XII Festival Internacional de Teatre de Sitges que se celebrava només un mes i mig més tard. L'obra es va estrenar el 20 d'octubre de 1979 i Rodoreda va assistir a l'espectacle. L'obra va ser mal rebuda per la crítica, i no es va repetir a part de les dues funcions del Festival. El text en si es va considerar antiquat i l'escenificació poc convincent. Fins i tot alguns crítics van recomanar a l'autora deixar les temptatives teatrals i tornar a la narrativa. El mal acolliment de l'obra va desanimar a Rodoreda en les seves cerques dramàtiques.

### Després de la mort de Rodoreda
Un moment clau va ser l'any 1993 quan dins de la commemoració del desenari de la mort de l'autora es van editar totes les obres teatrals acabades abans no publicades de Rodoreda en la recopilació El torrent de les flors. Aquest any també es van estrenar dues de les seves obres teatrals: Un dia i La senyora Florentina i el seu amor Homer.
Un dia es va estrenar al Teatre Grec de Montjuïc el 27 de juliol, dirigit per Calixto Bieito. Va ser una producció d'alt pressupost, amb una escenografia molt elaborada d'Eduard Bucar. En general, les crítiques de l'obra van ser en majoria dolentes, alguns atribuïen les faltes al text de Rodoreda, uns altres a la direcció i l'escenografia. L'any següent, al març de 1994 es va estrenar la versió revisada i modificada de l'espectacle al Mercat de les Flors, aquesta vegada amb més èxit. La segona versió s'insipira no només en l'obra Un dia, però també en Mirall trencat.
La senyora Florentina i el seu amor Homer es va estrenar el 21 d'octubre de 1993 al Teatre Romea sota la direcció de Mario Gas. Aquest espectacle sí que va ser un èxit, els crítics van lloar els valors del text i de la posada en escena.
L'obra El maniquí va ser representada per la primera vegada per l'Aula de Teatre de la Universitat Rovira i Virgili en una sessió única a la sala d'actes de l'ONCE de Tarragona el 25 de juny de 1998, en la posada d'escena sota la responsabilitat de Muntsa Alcañiz. Aquest muntatge va impulsar la introducció de l'obra de Rodoreda a la programació del Teatre Nacional de Catalunya de la temporada 1998-1999. L'estrena en el Teatre Nacional de Catalunya, sota la direcció de Pere Planella, va tenir lloc el 4 de febrer de 1999. L'acolliment de l'obra per la crítica va ser molt variat, tant en la valoració del text de Rodoreda com de la posada en escena. Mentre alguns van quedar encantats per l'obra de Rodoreda en la qual van veure l'afirmació del seu talent teatral, uns altres, al contrari, consideraven que l'obra es va estrenar només pel renom de l'autora, ja que li faltava la qualitat dramàtica. L'obra no va atreure un gran públic, la qual cosa els investigadors veuen com el resultat no tant de les crítiques negatives sinó del caràcter de l'obra en si, que és una obra experimental que seria més adequada per a representacions en un espai més reduït.